# خورن
خورن (به ارمنی: Խորեն) نام کوچک مردانه رایج در میان ارمنیان می‌باشد و ممکن است به یکی از موارد زیر اشاره داشته باشد:
- خورن یکم
- خورن آبراهامیان
- خورن بایرامیان
- خورن سارگسیان
- خورن گوور
- خورن هوهانیسیان
- موسی خورن